# Rafael Dropulić
Rafael Dropulić  (Mostar, 28. siječnja 1983.), poznat po nadimku Rafo, je hrvatski pjevač.

## Životopis
Dropulić je rođen u Mostaru. Djetinjstvo je proveo u Pločama gdje je završio osnovnu školu nakon čega se odselio u Zagreb gdje je završio gimnaziju i upisao studij turističkog menadžmenta. Postao je poznat zahvaljujući pobjedi u reality showu Story Supernova Music Talents.
Nakon šoua je izdao singl kojeg su preplavile kritike. Godine 2005., Croatia Records je izdao album Mangipe.
2008. je osvojio pola milijuna kuna na još jednom reality showu Farma.
Radio je kao viši stručni referent duže vrijeme u zagrebačkom Odjelu za turizam u upravi Grada Zagreba, a kasnije je prešao u Odjel za poduzetništvo.

## Filmografija
- "Zauvijek susjedi" kao Ante (2008.)
- "Farma" kao natjecatelj (2008.)
- "Story Supernova Music Talents" kao natjecatelj (2003.)